# Kino (ban nhạc)
Kino (tiếng Nga: Кино, nghĩa là: bộ phim, phim) là một ban nhạc đến từ Liên Xô, được thành lập tại Leningrad vào năm 1981. Ban nhạc được lãnh đạo bởi ca sĩ chính cũng như là đồng sáng lập Viktor Tsoi, người đã viết nhạc và lời cho hầu hết các bản nhạc của ban nhạc cho đến khi anh qua đời vào năm 1990 bởi một vụ tai nạn xe hơi. Một thời gian ngắn sau cái chết của anh, ban nhạc tan rã sau khi phát hành album cuối cùng.
Vào năm 2019, ban nhạc thông báo về sự tái hợp với các buổi hòa nhạc được lên kế hoạch trình diễn vào mùa thu năm 2020, lần đầu tiên sau 30 năm; tuy nhiên, sau đó đã bị hoãn lại đến năm 2021 do đại dịch COVID-19. Ban nhạc đã hoạt động trở lại từ năm 2019 và đã phát hành hai album phòng thu.

## Sự nghiệp

### Những năm đầu
Ban đầu nhóm được thành lập từ các thành viên đến từ hai nhóm Palata No.6 và Piligrimy đến từ Leningrad. Họ tự đặt cho nhóm mình cái tên Garin i giperboloidy (tiếng Nga:Гарин и гиперболоиды) dựa trên tựa của cuốn tiểu thuyết Cỗ máy Hyperboloid của kỹ sư Garin của Aleksei Tolstoi. Lúc này nhóm có các thành viên Viktor Tsoi, Aleksei Rybin chơi guitar và Oleg Valinsky chơi trống. Họ bắt đầu tập luyện với nhau, nhưng sau đó Valinsky nhập ngũ và phải rời nhóm. Vào mùa thu năm 1982, họ bắt đầu trình diễn tại câu lạc bộ nhạc rock Leningrad và đã có cơ hội gặp được Boris Grebenshchikov. Cũng trong khoảng thời gian này, họ đã đổi tên nhóm thành Kino. Cái tên này được lựa chọn đơn giản vì nó ngắn gọn và dễ phát âm với toàn bộ mọi người trên thế giới. Tsoi và Rybin nói rằng họ đã có cho cái tên này sau khi nhìn thấy một biển quảng cáo điện tử của một rạp chiếu phim.

### 1982:45
Trong năm 1982, Kino đã phát hành album đầu tiên của họ 45. Vì ban nhạc chỉ còn lại hai thành viên nên Grebenshchikov đã đề xuất với các thành viên của ban nhạc Aquarium của anh ấy hỗ trợ Kino trong việc sản xuất album. Và vì họ không có người chơi trống thay thế cho Valinsky nên họ đã sử dụng máy đánh trống. Với sự sắp xếp đơn giản này, Kino đã cho ra một album mang âm hưởng sáng và sống động. Album gồm mười ba bài hát và được đặt tên là 45 dựa trên độ dài của nó. Album không quá thành công do sự phổ biến của ban nhạc vẫn còn hạn chế. Tsoi sau đó đã tuyên bố rằng album đã được thu âm sơ sài và anh sẽ thu âm theo cách khác.

### Cuối năm 1982–1984:46và xung đột
Lúc này trách nhiệm của ban nhạc được chia đều cho Tsoi và Rybin với Tsoi soạn nhạc và lời, còn Rybin sẽ quản lí vấn đề hành chính của nhóm. Vào tháng ba năm 1983, giữa hai người đã xảy ra một xung đột nghiêm trọng. Tsoi đã đặc biệt khó chịu khi Rybin biểu điễn những bài hát do Rybin sáng tác chứ không phải Tsoi, trong khi Rybin thì không thích cách lãnh đạo quyết đoán của Tsoi. Cuộc xung đột này đã lên đến đỉnh điểm và Rybin đã rời khỏi nhóm.
Một bản ghi lậu với tựa 46 chứa bản thu thử một số ca khúc mới của Tsoi. Những ca khúc này nối tiếp phong cách lãng mạn của '45 nhưng có tông màu tối hơn. Tsoi đã bác bỏ những luận điểm cho rằng đây chỉ là "một bản thu thử", nhưng một số người hâm mộ coi đây là bản ghi thứ hai của Tsoi. Dẫu vậy, nó chưa từng được coi là một album chính thức của ban nhạc.

### 1984–1985:Nachalnik KamchatkivàEto ne lyubov...
Năm 1984, Kino phát hành album thứ hai của họ, Nachalnik Kamchatki. Tựa đề được lấy cảm hứng từ công việc vận hành lò hơi của Tsoi, với "nachalnik" (người đứng đầu, ông chủ) và "kamchatka" (một cách gọi dân gian của nhà máy lò hơi, nghĩa lóng chỉ về 'một nơi xa xôi'). Và một lần nữa, Grebenshchikov và những người bạn của ông lại đóng vai trò là người hỗ trợ sản xuất. Album có phong cách đơn giản, với những biên khúc được đặt rải rác bằng cách sử dụng hiệu ứng fuzz trên guitar.
Sau khi hoàn thành album, Tsoi đã thành lập ban nhạc điện tử Kino, bao gồm Kasparyan (guitar chính), Titov (guitar bass) và Georgy Guryanov (bộ gõ). Tháng 5 năm 1984, cả nhóm đã tích cực tập luyện theo một chương trình hòa nhạc mới. Nhóm nhạc nhanh chóng trở nên nổi tiếng và đã bắt đầu chuyến lưu diễn tại Liên Xô. Vào mùa hè, ban nhạc đã tham gia một buổi trình diễn với Aquarium và các ban nhạc khác tại Nikolina Gora dưới sự giám sát của lực lượng an ninh quốc gia. Vào năm 1985, Kino phát hành album thứ ba của họ, Eto ne lyubov....

### 1985–1986:Nochvà sự công nhận trên toàn quốc
Đầu năm 1985, Kino đã cố thu âm một album khác, nhưng Tsoi không thích sự can thiệp của nhà sản xuất Andrei Tropillo nên album đã bị bỏ dở. Vào tháng 1 năm 1986, Tropillo đã phát hành album bị ban nhạc bỏ dở khi thu âm trong phòng thu của anh ấy. Album có tựa đề là Noch (nghĩa là Đêm) và bán được hơn 2 triệu bản, giúp cho độ nổi tiếng của ban nhạc vượt xa trong cộng đồng nhạc rock. Tuy nhiên, ban nhạc có thái độ cực kì tiêu cực với album này. Vì họ nhận được rất ít lợi nhuận từ việc bán đĩa, và giới báo chí rock underground cũng chỉ trích album này.
Trong mùa thu, nhóm đã biểu diễn tại Nhạc hội câu lạc bộ rock lần thứ IV nơi họ nhận được giải thưởng cho ca khúc "Dalshe deystvovat budem my" ("Chúng tôi sẽ tiếp tục hành động"). Đến mùa hè, ban nhạc đã đi đến Kyiv để làm bộ phim có tên là Konets Kanikul ('Kết thúc kì nghỉ hè'). Bộ phim có cốt truyện về ba bài hát của Kino và được nối tiếp bằng bài hát được kể trên. Tháng 7, ban nhạc đã biểu diễn tại Cung Kỹ thuật Văn hóa Moscow cùng với ban nhạc Aquarium và Alisa. Sau đó, ba ban nhạc đã kết hợp phát hành một album tổng hợp tên là Red Wave.

### 1986–1988:Gruppa krovivà sự hoan nghênh của giới phê bình
Trong khoảng thời gian này, Tsoi bắt đầu đẩy mạnh việc tham gia vào các bộ phim và tiếp tục sáng tác các bài hát cho Kino. Vào năm 1988, Kino phát hành album Gruppa krovi (Nhóm máu), album này đã đưa cả ban nhạc lên đỉnh cao danh vọng. Do Kasparyan đã kết hôn với Joanna Stingray, một người Mĩ, nên Kino đã có cơ hội tiếp xúc với các thiết bị hiện đại từ nước ngoài. Vậy nên bản thu cho album này có chất lượng gần như tương đồng với các bản thu đến từ Châu Âu và Hoa Kỳ. Tại phương Tây, album này cũng nhận được sự ca ngợi, nơi nó được phát hành bởi Capitol Records vào khoảng những năm 1989. Album Noch cũng được phát hành tại đây trên đĩa than thông qua hãng đĩa Melodiya vào năm 1988.
Kino cũng đã biểu diễn trên sóng truyền hình trung ương của Liên Xô và trong bộ phim Assa, một bộ phim năm 1987 có sự tham gia của nhạc rock của Nga. Sau đó, độ nổi tiếng của ban nhạc đã lan rộng ra toàn bộ đất nước, chiếm trọn tâm trí của giới trẻ Liên Xô lúc bấy giờ.

### 1988–1990:Zvezda po imeni Solntsevà được đón nhận toàn cầu
Sau khi có được độ nổi tiếng trong nước, Kino bắt đầu nhận được lời mời biểu diễn từ các quốc gia thuộc Khối phía Đông, và một số quốc gia bên ngoài. Họ tham gia một cuộc từ thiện tại Đan Mạch để gây quỹ cứu trợ cho trận động đất ở Armenia. Họ cũng biểu diễn tại đại nhạc hội nhạc rock tại Bourges, Pháp và tại lễ hội Xô-Ý Back in the U.S.S.R tại Melpignano. Đến năm 1989, ban nhạc đã đi đến New York và tổ chức một buổi hòa nhạc nhỏ để ra mắt bộ phim The Needle.
Năm 1989, ban nhạc phát hành album Zvezda po imeni Solntse ('Ngôi sao mang tên Mặt Trời') để nói về sự cô đơn, những suy nghĩa nội tâm và sự đau buồn, dù cho độ nổi tiếng của ban nhạc vẫn ở trên đỉnh cao. Kino sau đó có xuất hiện trên một chương trình truyền hình nổi tiếng của Liên Xô Vzglyad và có cơ hội được tham gia vào các thước phim. Mặc dù Tsoi không hài lòng với chúng và nhất quyết đòi xóa, nhưng chúng vẫn được phát trên sóng truyền hình.
Trong khoảng thời gian này, ban nhạc đã quyết định thành lập một nhóm nhạc pop riêng để biểu diễn những bài nhạc nhẹ, nhằm làm cân bằng với các bài hát nội tâm của Tsoi và giúp họ có thêm danh tiếng.

### 1990:Chеrny albomvà tan rã
Tháng 6 năm 1990, sau khi kết thúc mùa lưu diễn dài, cả nhóm quyết định nghỉ ngơi một thời gian trước khi quay lại thu âm tại Pháp. Tuy nhiên, vào ngày 15 tháng 8, sau khi trở về nhà từ chuyến đi câu cá gần Tukums, Tsoi đã gặp tai nạn giao thông và qua đời. Trước khi sự kiện này xảy ra, cả ban nhạc đã thu âm một số bài hát ở Latvia, vậy nên các thành viên còn lại đã hoàn thiện album như một lời tri ân cho ông. Album này mặc dù không có tên chính thức nhưng thường được gọi là Chеrny albom ('Album đen') để ám chỉ bìa album được bao phủ bởi màu đen. Album được phát hành vào tháng 12 năm 1990; ngay sau đó, những thành viên còn lại và người thân cận của Tsoi đã tổ chức họp báo để thông báo kết thúc hoạt động nhóm.

### Tái hợp (2012, 2019–nay)
Vào năm 2012, đúng ngày sinh nhật lần thứ năm mươi của Tsoi, ban nhạc đã tái hợp trong thời gian ngắn để thu âm bài hát "Ataman", ban đầu dự định sẽ có trong Black Album. Bài hát không có trong album khi phát hành vì bản thu âm duy nhất của bài hát chỉ chứa giọng hát chất lượng thấp. Đây là bản phát hành cuối cùng của ban nhạc và là bài hát cuối cùng có sự góp mặt của Georgy Guryanov, ông đã qua đời vào ngày 20/07/2013 do biến chứng của bệnh viêm gan C, ung thư gan và ung thư tụy ở tuổi 52.
Vào năm 2019, ban nhạc thông báo về một cuộc tái hợp với các buổi hòa nhạc được lên kế hoạch vào mùa thu năm 2020, lần đầu tiên sau 30 năm. Buổi hòa nhạc sẽ có sự góp mặt của nghệ sĩ guitar Yuri Kasparyan và các nghệ sĩ guitar bass Alexander Titov và Igor Tikhomirov. Buổi hòa nhạc cũng sẽ sử dụng giọng hát của Viktor, được số hóa từ các bản thu âm đa kênh gốc và đi kèm với một "chuỗi video độc đáo". Con trai của Viktor Tsoi, Alexander, trở thành nhà sản xuất của ban nhạc. Tuy nhiên, do đại dịch COVID-19, các buổi hòa nhạc đã bị hoãn lại đến năm 2021.
Vào tháng 3 năm 2021, một album trực tiếp có tên Kino in Sevkabel đã ra mắt và một năm sau vào ngày 22 tháng 12 năm 2022, một album có tên 12_22 đã được phát hành trên các nền tảng.
Một bản làm lại của album Eto ne lyubov... đã được phát hành vào ngày 15 tháng 3 năm 2024, có giọng hát gốc và một bản nhạc không lời mới được thu âm.

## Phong cách nghệ thuật
Phong cách của Kino đậm chất post-punk và new wave. Lời bài hát do Viktor Tsoi sáng tác được đặc trưng bởi sự giản dị đầy chất thơ. Các bài hát của ban nhạc chủ yếu tập trung vào cuộc đấu tranh của con người trong cuộc sống và đề cập đến những chủ đề bao quát như tình yêu, chiến tranh và việc theo đuổi sự tự do. Khi được hỏi về các chủ đề xã hội và chính trị trong âm nhạc của mình, Tsoi nói rằng các bài hát của ông chỉ là những tác phẩm nghệ thuật và ông không muốn dính đến báo chí.

## Danh sách đĩa nhạc

### Album phòng thu
- 45 (1982)
- 46 (1983)
- Начальник Камчатки (Tù trưởng Kamchatka, 1984)
- Это не любовь... (Đây không phải Tình yêu..., 1985)
- Ночь (Màn đêm, 1986)
- Группа крови (Nhóm máu, 1988)
- Звезда по имени Солнце (Ngôi sao mang tên Mặt trời, 1989)
- Album không tên (Чёрный альбом/Album đen, 1991)

### Album tổng hợp
- Le Dernier Des Héros/Последний герой (Anh hùng cuối cùng, 1989)

## Thành viên
- Viktor Tsoi (Виктор Цой) – hát chính, rhythm và acoustic guitar (1981–1990; qua đời năm 1990); bass (1981–1984)
- Aleksei Rybin (Алексей Рыбин) – guitar chính (1981–1983)
- Oleg Valinsky (Олег Валинский) – trống (1981)
- Yuri Kasparyan (Юрий Каспарян) – guitar chính, hát bè (1983–1991, 2013, 2021); keyboard (1986–1987)
- Aleksandr Titov (Александр Титов) – bass, hát bè (1984–1985, 2021)
- Georgy Guryanov (Георгий Гурьянов) – trống, trống điện, hát bè (1984–1991, 2013; qua đời năm 2013); bass (1986–1987)
- Igor Tikhomirov (Игорь Тихомиров) – bass (1985–1991, 2013, 2021)